# Reschensee
Reschensee (På italiensk: Lago di Resia) er en opdæmmet sø i den italienske provins Bolzano. Søen ligger nær Reschen Pass, ca. 2 km. fra grænsen til Østrig. Med sit indhold af 120 millioner kubikmeter vand er den den største sø i denne provins. Søen har tilløb fra floderne Adige, Rojenbach og Karlinbach, og den føder Adige.
Opdæmningen af Adige startede i april 1940, men på grund af 2. Verdenskrig var byggeriet ikke færdig før juli 1950. Et par mindre landsbyer måtte evakueres undervejs, efterhånden som vandet steg. 

## Klokketårnet
Stadigvæk kan man se toppen af et kirketårn, der står tæt på landevejen langs søen. Om vinteren, når søen er tilfrosset, er det muligt at nå tårnet til fods. Legenden siger, at om vinteren kan man endnu høre kirketårnets klokker slå. (I virkeligheden blev klokkerne fjernet fra tårnet den 18. juli 1950, en uge før resten af kirken blev bortsprængt under tilblivelsen af søen).
I 2009 blev klokketårnet restaureret. Det hjørne af søen, hvor tårnet står, blev inddæmmet og dernæst tørlagt inden stilladserne blev rejst og restaureringen kunne ske. Efter restaureringen blev vandet atter lukket ind til tårnet. Restaureringen kostede 130.000 €. 

## Links
- Wikimedia Commons har flere filer relateret til Reschensee
- Historie om søens tilblivelse – på tysk
- Søens hjemmeside – på tysk

46°48′N 10°31′Ø / 46.800°N 10.517°Ø